# Gaedeodes collenettei
Gaedeodes collenettei är en fjärilsart som beskrevs av Fletcher och Pierre E.L. Viette 1955. Gaedeodes collenettei ingår i släktet Gaedeodes och familjen nattflyn. Inga underarter finns listade i Catalogue of Life.